# She ain't you
«She ain't you» —en español: «Ella no eres tú»— es una canción del cantante y actor estadounidense Chris Brown. La balada de medio tiempo de R&B fue escrita por Brown, Jean Baptiste, Ryan Buendia, Kevin McCall y Jason Boyd y fue producida por Free School. Fue enviada a radios urban en los Estados Unidos el 28 de marzo de 2011, sirviendo como el cuarto sencillo en EE. UU. de F.A.M.E., el cuarto álbum de estudio de Brown. Musicalmente, She ain't you hace un muestreo de Human nature (1983) de Michael Jackson y contiene una parte de Right there (1993) de SWV, con la letra de Brown acerca de enamorarse y desenamorarse. La canción recibió reseñas mixtas y positivas de los críticos musicales.
She ain't you alcanzó el número cinco en la lista de Hot R&B/Hip-Hop Songs, número 17 en la lista de Pop Songs y número 27 en la lista de Billboard Hot 100. Aunque solo fue lanzada oficialmente en los Estados Unidos, la canción también logró entrar en el top 30 de las listas de Australia y Nueva Zelanda. El video musical que acompaña al sencillo fue dirigido por Colin Tilley, en el cual Brown le rinde homenaje a Michael Jackson. Brown interpretó She ain't you en vivo en los Premios BET 2011, en The Today Show y durante el Tour F.A.M.E.

## Antecedentes y composición
«She ain't you» fue compuesta por Brown, Jean Baptiste, Ryan Buendia, Kevin McCall y Jason Boyd y producida por Free School. Fue grabada en Stadium Red Studios en la Ciudad de Nueva York—y Brian Springer mezcló la canción en The Record Plant—un estudio en Los Ángeles, California. Springer fue asistido por Iain Findlay y Mark Beaven. Amber Streeter de la ex agrupación de R&B RichGirl, fue la vocalista de respaldo en la canción. La canción fue enviada a las radios urban en los Estados Unidos el 28 de marzo de 2011. También entró en las radios rítmicas el 19 de abril de 2011, y en las radios de éxitos el 31 de mayo de 2011. Un rémix de «She ain't you» junto a SWV se estrenó en línea el 10 de junio de 2011.
«She ain't you» es una balada de medio tiempo con toques de R&B y pop, acompañada de compases suaves y electrónicos. La canción está compuesta en compás simple con un tempo moderado de 92 compases por minuto. Está compuesta en la tonalidad de Re mayor con un rango vocal de Brown que abarca desde la nota de B3 a la nota de B5. «She ain't you» hace un muestreo de «Human nature» (1983) de Michael Jackson y contiene una parte de «Right there» (1993) de SWV. También hace uso de la batería. De acuerdo con Najah Goldstein de WNOW-FM, se trata de «una reminiscencia de una canción de amor de los 90 de R&B». De acuerdo con Scott Shetler de AOL Music, en la canción, «Brown canta que ha encontrado a otra mujer, pero no está contento porque sigue prefiriendo a su ex». Hannah Ash de The Harber Herald señaló que la línea: «With you I had a bad romance», podría ser una referencia al sencillo de Lady Gaga, «Bad romance» (2009). Ash también señaló que la canción tiene una «interpretación lenta y provocativa».

## Créditos y personal
Créditos adaptados de las notas interiores de F.A.M.E..
- Chris Brown – vocalista, compositor
- Jean Baptiste – compositor
- John Bettis – compositor
- Mark Beaven – asistente de mezcla
- Jason Boyd – compositor
- Ryan Buendia – compositor
- Iain Findlay – asistente de mezcla
- Kevin McCall – compositor
- Brian Morgan – compositor
- Steve Porcaro – compositor
- Free School – productor
- Brian Springer – mezcla de sonido
- Amber Streeter – vocalista de apoyo

## Listas y certificaciones
| Lista (2011)                   | Mejor posición |
| ------------------------------ | -------------- |
| Australian Singles Chart       | 27             |
| Australian Urban Singles Chart | 8              |
| Canadian Hot 100               | 80             |
| New Zealand Singles Chart      | 27             |
| Slovak Airplay Chart           | 56             |
| UK R&B Singles Chart           | 17             |
| UK Singles Chart               | 53             |
| US Billboard Hot 100           | 27             |
| US Hot R&B/Hip Hop Songs       | 5              |
| US Pop Songs                   | 17             |

| País             | Certificación |
| ---------------- | ------------- |
| Australia (ARIA) | Oro           |

| Lista (2011)             | Posición |
| ------------------------ | -------- |
| US Billboard Hot 100     | 89       |
| US Hot R&B/Hip-Hop Songs | 10       |
| US Rhythmic Songs        | 31       |

## Fechas de lanzamiento
| País           | Fecha               | Formato         | Discográfica |
| -------------- | ------------------- | --------------- | ------------ |
| Estados Unidos | 28 de marzo de 2011 | Radio urban     | Jive Records |
| Estados Unidos | 19 de abril de 2011 | Radio rítmica   | Jive Records |
| Estados Unidos | 31 de mayo de 2011  | Radio de éxitos | Jive Records |